# Klöch
Klöch est une commune autrichienne du district de Südoststeiermark en Styrie.